# Особливо важливе завдання
«Особливо важливе завдання» (рос. «Особо важное задание») — радянський художній фільм 1980 року, знятий Євгеном Матвєєвим на кіностудії «Мосфільм».

## Сюжет
1940 рік. Авіаційному заводу № 18 у Воронежі доручається в надзвичайно стислі терміни налагодити випуск штурмовика Іл-2. Випустивши з конвеєра перший літак, головний інженер Кирилов вирушає з дружиною в Крим. Тут їх і застає початок Німецько-радянської війни… При цьому, маленького сина Кирилова перед відпусткою відправили до бабусі в село. Повернувшись додому, вони дізнаються, що завод, ні на хвилину не зупиняючи виробництво літаків, отримав завдання евакуювати кадри та все обладнання за Волгу.
Директор Шадуров їде на нове місце заводу закладати базу, а евакуацією заводу керують Кирилов і Лунін. Дружини Кирилова і Луніна намагаються проїхати в село за сином, але без успіху. Іде останній евакуаційний ешелон, йде підрив цехів. Кирилов і Лунін їдуть на машині, але натикаються на німецькі танки. Лунін гине. По дорозі в ешелон пробираються диверсанти, але машиніст перед загибеллю встигає зупинити поїзд. Кирилова заарештовують. Співробітники заводу — в степу, в багнюці, під дощем — буквально на порожньому місці будують новий авіаційний завод… Працюють жінки, люди похилого віку, діти.
Шадуров рятує Кирилова від НКВД і він повертається на завод, де зустрічається з дружиною. Завод налагоджує виробництво літаків Іл-2, випускаючи по 1 штурмовику в день, що у два рази менше довоєнного (насправді вже в травні випускалося більше ніж по 2 літаки в день, всього 74 за місяць, а в серпні, ще до евакуації — майже по 12). Але приходить телеграма Сталіна з вимогою: «Іл-2 потрібні — як повітря, як хліб». Завод починає випускати по 3 штурмовики в день. Шадуров вмирає на своєму посту, Кирилова призначають на його місце. Під час передачі Іл-2 льотчикам, Маша, дружина Кирилова, відлітає без дозволу чоловіка з льотчиком Гуреєвим на фронт воювати повітряним стрільцем. В одному з боїв вони гинуть. Розбилося два Іли, приходить претензія, йде розбір помилок. Винуватець — невиспана дитина. Перший салют у Москві, де Кирилова нагороджують званням Героя Радянського Союзу. Кирилов знаходить у селі сина.

## У ролях
- Людмила Гурченко —  Ельвіра Павлівна, дружина Луніна
- Валерія Заклунна —  Марія Євгенівна, дружина Кирилова
- Микола Крючков —  Федір Семенович Панченко
- Євген Матвєєв —  Сергій Олексійович Кирилов, начальник виробництва, головний інженер, директор заводу
- Володимир Самойлов —  Михайло Іванович Шадуров, директор заводу
- Олександр Парра —  Леонід Віталійович Лунін
- Євген Лазарев —  Олександр Васильович Демченко
- Петро Чернов —  Ігор Петрович Рубцов
- Євген Кіндінов —  капітан Гуреєв, льотчик
- Фархад Ісрафілов —  Рустам, льотчик-випробувач
- Олег Ізмайлов —  Матейкін
- Сергій Іванов —  Гонцов
- Роман Хомятов —  Сергій Володимирович Ільюшин, головний конструктор
- Володимир Землянікін —  Круглов, парторг
- Геннадій Юхтін —  Анатолій Миколайович Петров, начальник цеху, головний інженер
- Лев Борисов —  Нечкин
- Георгій Юматов —  начальник станції
- Тетяна Чорноп'ятова —  сільська дівчина
- Олексій Преснецов —  представник Комітету оборони
- Дмитро Миргородський —  капітан НКВД
- Майя Булгакова —  Авдотья Данилівна
- Петро Любешкін —  Лукич, машиніст
- Іван Бондар —  Прокопович

## Знімальна група
- Режисер:  Євген Матвєєв
- Сценарій: Петро Попогребський,  Борис Добродєєв
- Оператор: Ігор Черних
- Композитор: Євген Птичкін
- Художник: Семен Валюшок
- Текст пісень: Роберт Рождественський
- Диригент: Сергій Скрипка
- Другий режисер:  Фелікс Клейман
- Музичний редактор:  Мінна Бланк
- Директор картини: Ерік Вайсберг